# Max Monichon
Pierre Monichon dit Max Monichon, né le 25 novembre 1900 à Mios et mort le 5 octobre 1977 au Bouscat, est un homme politique français.

## Biographie
Max Monichon, est né à Mios, un village girondin de la forêt landaise. Orphelin d'un père menuisier, il est élevé par son grand-père. Après des études secondaires en Gironde, il devient clerc de notaire puis, rapidement, agent immobilier. De 1934 à 1955, il acquiert et gère l'agence Vacher spécialisée dans l'immobilier commercial.
En 1948, il est élu à la fois comme maire du Bouscat (Gironde) et au Conseil de la République sur la liste du Centre républicain, en remplacement de Jean Sourbet, démissionnaire. Il ne quittera plus ni le Sénat ni la Mairie du Bouscat, réélu régulièrement jusqu'à sa mort en octobre 1977.
(...)
À la loi de Finances du 28 décembre 1959, il fait passer un amendement à la loi Sérot du 16 avril 1930. Dite désormais « loi Sérot-Monichon », ces dispositions fiscales accordent une réduction importante des droits de mutation portant sur les bois et forêts, à condition que les nouveaux propriétaires s’engagent à maintenir une bonne gestion pendant 30 ans.
(...)
Le commissariat du Bouscat porte désormais son nom.

## Détail des fonctions et des mandats
- août 1948 - octobre 1977 : maire du Bouscat
- 26 avril 1959 - 23 septembre 1962 : sénateur de la Gironde